# Stanisława Celińska
Stanisława Maria Celińska-Mrowiec (ur. 29 kwietnia 1947 w Warszawie) – polska aktorka i wokalistka. Laureatka Orła za najlepsze drugoplanowe role kobiece w filmach: Pieniądze to nie wszystko (2001) i Joanna (2010).

## Życiorys

### Rodzina i edukacja
Jest córką Stefana i Barbary Celińskich. Ojciec był pianistą, a matka – skrzypaczką, która grała w orkiestrze Domu Wojska Polskiego. Ze strony matki ma rosyjskie i hiszpańskie korzenie, zaś ojciec pochodził ze szlacheckiego rodu herbu Zaremba. Jest jedynaczką, ale ma starszą siostrę przyrodnią Elżbietę z pierwszego małżeństwa ojca. Po śmierci ojca wówczas trzyletnia Celińska razem z matką zamieszkały u jej babki (macochy matki), Janiny Łysakowskiej.
Maturę zdała w  XLI Liceum Ogólnokształcącym im. Joachima Lelewela w Warszawie. W 1969 ukończyła naukę w Państwowej Wyższej Szkole Teatralnej w Warszawie pod kierunkiem Ryszardy Hanin i Ryszarda Barycza; jej spektaklem dyplomowym była sztuka Gwiazdy i winogrona w reżyserii Mariana Jonkajtysa.

### Kariera aktorska
Jako dziecko występowała podczas kościelnych jasełek. Kiedy miała 12 lat, zainspirowana książką o aktorce Helenie Modrzejewskiej, podjęła decyzję, że zostanie aktorką. W tym celu zapisała się kółka teatralnego prowadzonego przez Krystynę Kłosowską, później uczęszczała na zajęcia aktorskie Jerzego Kamieńskiego w Pałacu Młodzieży w Warszawie i uczyła się aktorstwa u Mirosława Gruszczyńskiego w Żoliborskim Domu Kultury. Była jednym z założycieli kabaretu studenckiego „Coś”, z którym w 1967 otrzymała pierwszą nagrodę na Przeglądzie Teatrów i Kabaretów Studenckich Warszawy i zajęła drugie miejsce na 2. Festiwalu Artystycznym Młodzieży Akademickiej w Świnoujściu. Brała udział w programach muzycznych i spektaklach Studenckiego Teatru Satyryków. Odrzuciła propozycję występów w Kabarecie Olgi Lipińskiej.

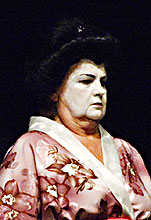
Celińska jako „Japonka po przejściach” w Udając ofiarę braci Presniakow

Występowała w teatrach warszawskich: Współczesnym (1969–1974, 1981–1983, 2006–2011), Nowym (1983–1988), Dramatycznym (1989–1990), Studio (1995–2003) i Kwadrat, a także Teatrze Nowym w Poznaniu (1990–1991). Występowała także w Teatrze Telewizji i Teatrze Polskiego Radia. W 1984 premierowo wystąpiła w monodramie De Profiundis według Pieśni Jana Kochanowskiego i biblijnej Księgi Hioba w przekładzie Czesława Miłosza. Za występ w spektaklu Sary Kane Oczyszczeni (reż. Krzysztof Warlikowski) w Teatrze Rozmaitości w Warszawie otrzymała w 2002 nagrodę Feliksa Warszawskiego za najlepszą drugoplanową rolę kobiecą. W latach 2011–2015 była aktorką Nowego Teatru w Warszawie, w którym występowała w spektaklach Krzysztofa Warlikowskiego.
Jako aktorka filmowa zadebiutowała rolą Żydówki Niny w filmie Andrzeja Wajdy Krajobraz po bitwie (1970) u boku Daniela Olbrychskiego. Po sukcesie dramatu odrzuciła propozycję zagrania Kasi w ekranizacji Wesela i wcielenia się w postać Marianny Cel w biograficznym filmie wojennym Bohdana Poręby Hubal. Zagrała w filmach: Piżama (1971) Antoniego Krauze, Na przełaj (1972) Janusza Łęskiego, Hipoteza (1973) Krzysztofa Zanussiego i Nie ma róży bez ognia (1974) Stanisława Barei. Sympatię widzów zyskała dzięki roli Agnieszki w dramacie Jerzego Antczaka Noce i dnie (1975). W latach 90. odrzuciła propozycję zagrania w ekranizacji Ferdydurke. Za rolę dozorczyni w dramacie Feliksa Falka Joanna (2010) otrzymała nagrodę Orła za najlepszą drugoplanową rolę kobiecą.
Telewizyjną rozpoznawalność zyskała dzięki rolom serialowym: zagrała Bożenę Lewicką w Alternatywy 4, Janeczkę w Samym życiu i Haliny Czajki w Mamuśkach.
Została bohaterką filmu dokumentalnego Marty Węgiel Dekalog pewnej aktorki, czyli Stasia Celińska (2001).

### Kariera muzyczna
Kiedy była nastolatką, nagrała z Jerzym Kamińskim swoją pierwszą autorską piosenkę – „Piegowata dziewczyna”, która została wyemitowana w audycji radiowej Na warszawskiej fali. W tamtym okresie śpiewała tez utwór „Cień” ze słowami Mariana Hemara. Zwyciężyła w telewizyjnym konkursie muzycznym Dziewięciu najlepszych, w którym zaśpiewała piosenki „Malowana lala” Karin Stanek i „You Are My Destiny” Paula Anki, a w nagrodę wystąpiła podczas koncertu zespołu Niebiesko-Czarni we Wrocławiu.
Dostrzeżona podczas telewizyjnego występu z kabaretowym programem Czas wiśni, otrzymała w 1969 zaproszenie do udziału w konkursie „Debiutów” w ramach 7. Krajowym Festiwalu Piosenki Polskiej w Opolu, w którym zwyciężyła z utworem „Ptakom podobni”.
Wielokrotnie brała udział na Przeglądzie Piosenki Aktorskiej, a jej występy otrzymywały zawsze pozytywne recenzje krytyków dzięki jej tubalnemu głosowi, osobowości i umiejętnościom interpretacyjnym. Do klasyki przeszedł jej krótki, ale efektowny występ z piosenką „Uśmiechnij się! Jutro będzie lepiej!” w 1994.  Popularność zdobył także „Song sprzątaczki” w jej wykonaniu. Występuje bądź występowała z recitalami: Piękny świat (w którym śpiewała utwory Papuszy), Zorba i inni, Piękny świat i Domofon, czyli śpiewniczek Stanisławy C.

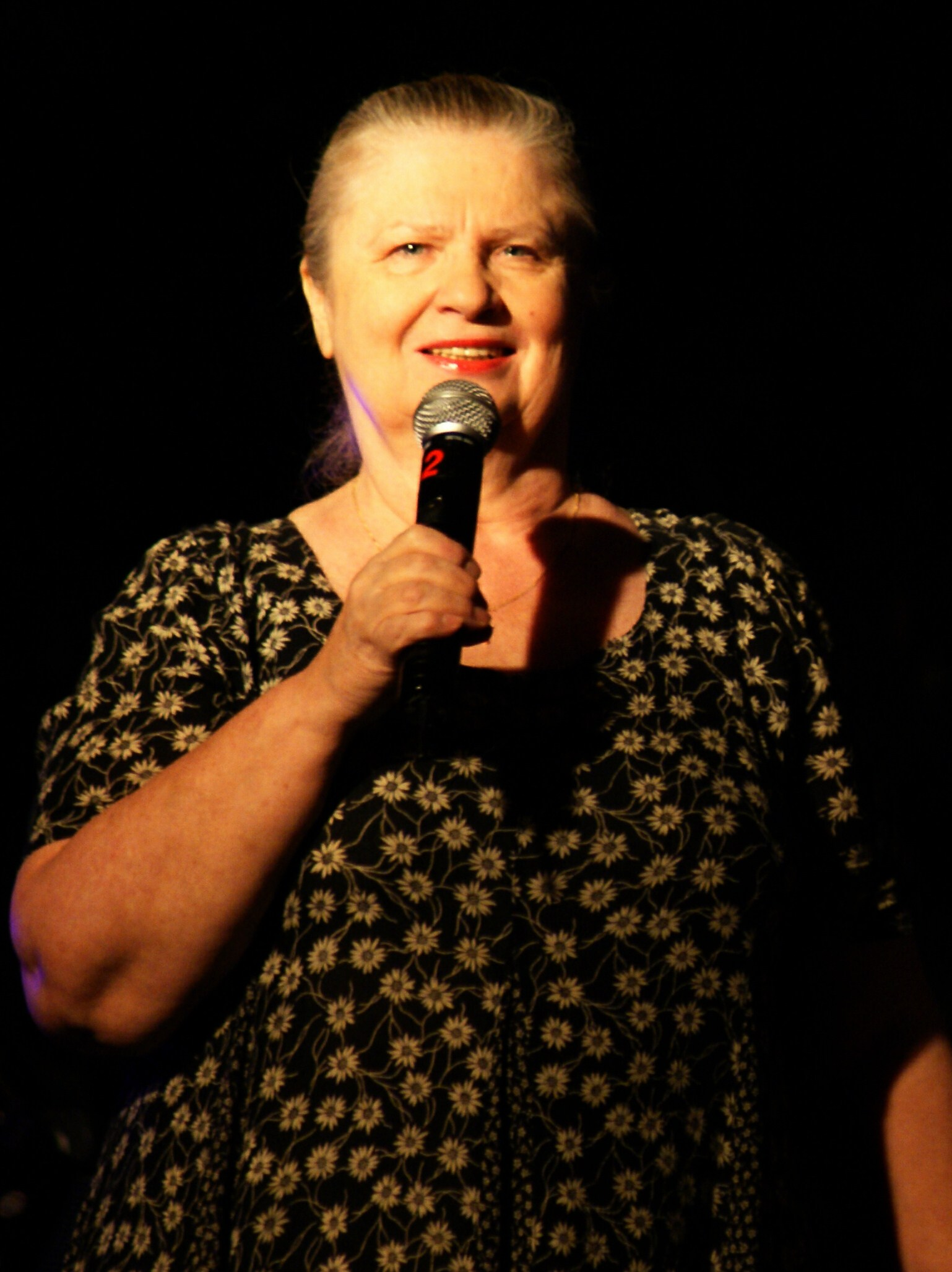
Celińska (2011)

W 2009 wydała singiel „Atramentowa rumba”, który nagrała z zespołem Los Locos. W 2012 premierę miał jej album pt. Nowa Warszawa, który nagrała z pianistą Bartłomiejem Wąsikiem i Royal String Quartet. W maju 2015 wydała album pt. Atramentowa…, za którego wysoką sprzedaż uzyskała certyfikat podwójnie platynowej płyty. W odpowiedzi na sukces komercyjny albumu w październiku 2015 wydała jego reedycję pt. Atramentowa… Suplement zawierającą dodatkowe utwory (status platyny) oraz Świątecznie..., za którego sprzedaż uzyskała status złotej płyty. Wszystkie trzy albumy Celińskiej znalazły się w pierwszej 50 najlepiej sprzedających się płyt w 2016.
25 maja 2018 wydała album pt. Malinowa, za który uzyskała certyfikat złotej płyty, a w marcu 2019 otrzymała nagrodę Fryderyka w kategorii album roku – muzyka poetycka. W czerwcu tego samego roku wystąpiła na 56. Krajowym Festiwalu Piosenki Polskiej w Opolu. W czerwcu 2018 wystąpiła w koncercie Od Opola do Opola podczas 55. KFPP w Opolu, na którym otrzymała Nagrodę TVP1. 10 listopada tego samego wystąpiła podczas Koncertu dla Niepodległej. 2 czerwca 2019 wzięła udział w koncercie z okazji 40 rocznicy pielgrzymki Jana Pawła do Polski, podczas którego wykonała „Inwokację” Adama Mickiewicza do muzyki Macieja Muraszki. 6 września 2020 podczas koncertu premier na 57. KFPP w Opolu otrzymała nagrodę publiczności im. Karola Musioła za utwór „Niech minie złość”.

## Życie prywatne
Jej mężem był aktor Andrzej Mrowiec, z którym ma dwoje dzieci: córkę Aleksandrę i syna Mikołaja.
Otwarcie mówi o swoim alkoholizmie. W lipcu 1988, w wieku 41 lat, zaprzestała spożywania alkoholu.

## Dyskografia

### Albumy
| Rok                         | Dane dot. albumu | Pozycja na liście | Certyfikat                | Sprzedaż       |
| Rok                         | Dane dot. albumu | POL               | Certyfikat                | Sprzedaż       |
| --------------------------- | --- | ----------------- | ------------------------- | -------------- |
| 2002                        | Złota kolekcja: Ptakom podobni - Data: 18 lutego 2002 - Wydawca: EMI Music Poland - Format: CD                                       | –                 |                           |                |
| 2002                        | Złota kolekcja: Portret muzyczny - Data: 2002 - Wydawca: EMI Music Poland - Format: CD                                               | –                 |                           |                |
| 2012                        | Nowa Warszawa (oraz Bartek Wąsik i Royal String Quartet) - Data: 7 grudnia 2012 - Wydawca: Nowy Teatr - Format: CD, digital download | 40                |                           |                |
| 2015                        | Atramentowa… - Data: 11 maja 2015 - Wydawca: Polskie Radio - Format: CD, digital download                                            | 1                 | - POL: 2× platynowa płyta | - POL: 60 000+ |
| 2015                        | Atramentowa… Suplement - Data: 23 października 2015 - Wydawca: Polskie Radio - Format: CD, digital download                          | 1                 | - POL: platynowa płyta    | - POL: 30 000+ |
| 2016                        | Świątecznie... - Data: 10 listopada 2016 - Wydawca: Musicom - Format: CD, digital download                                           | 10                | - POL: złota płyta        | - POL: 15 000+ |
| 2018                        | Malinowa… - Data: 25 maja 2018 - Wydawca: Musicom - Format: CD, digital download                                                     | 3                 | - POL: platynowa płyta    | - POL: 30 000+ |
| 2020                        | Jesienna... - Data: 26 maja 2020 - Wydawca: Musicom - Format: CD, digital download                                                   | 7                 |                           |                |
| 2021                        | Domofon - Data: 14 maja 2021 - Wydawca: Agencja Artystyczna MTJ - Format: CD, digital download                                       | 15                |                           |                |
| 2022                        | Przytul - Data: 26 maja 2022 - Wydawca: Musicom - Format: CD, digital download                                                       | 13                |                           |                |
| 2024                        | Uwierz - Data: 22 listopada 2024 - Wydawca: Musicom - Format: CD, digital download                                                   | 85                |                           |                |
| „–” album nie był notowany. | |                   |                           |                |

### Albumy koncertowe
| Tytuł | Dane dot. albumu                              |
| --- | --------------------------------------------- |
| Koncerty w Trójce vol. 3. Nie jesteś sama. Piosenki Agnieszki Osieckiej (oraz Artur Barciś i Krystyna Tkacz) | - Data: 27 maja 2013 - Wydawca: Polskie Radio |

### Pocztówki dźwiękowe
| Tytuł                                                              | Dane dot. albumu                                     |
| ------------------------------------------------------------------ | ---------------------------------------------------- |
| Mówiły mu (Maryla Rodowicz) / Ptakom podobni (Stanisława Celińska) | - Data: 1969 - Wydawca: B. Praśniewska Studio Nagrań |

### Single i notowane utwory
| Tytuł                                            | Rok  | Pozycja na liście | Album                  |
| Tytuł                                            | Rok  | LP3               | Album                  |
| ------------------------------------------------ | ---- | ----------------- | ---------------------- |
| „Czerń i biel”                                   | 2015 | 6                 | Atramentowa…           |
| „Wielka słota” (gościnnie: Zygmunt Staszczyk)    | 2015 | 7                 | Atramentowa…           |
| „Trudny dzień”                                   | 2015 | 26                | Atramentowa… Suplement |
| „Jej portret” (oraz Kinga Preis, Eliza Rycembel) | 2016 | 30                | –                      |
| „Kołysanka”                                      | 2016 | 29                | Świątecznie...         |
| „Cudem jest świat”                               | 2018 | 30                | Malinowa…              |
| „Mija raz dwa”                                   | 2018 | 21                | Malinowa…              |
| „Gdzie jesteś dziewczyno”                        | 2018 | 32                | Malinowa…              |
| „Modlitwa o pokój”                               | 2018 | 39                | Jesienna...            |
| „Liczy się moment”                               | 2020 | 48                | Jesienna...            |

### Inne
| Album                                                                                       | Rok  | Utwór                    | Źródło |
| ------------------------------------------------------------------------------------------- | ---- | ------------------------ | ------ |
| Cudowny świat (różni wykonawcy)                                                             | 2010 | „Uciekaj moje serce”     | [ 75 ] |
| Empik prezentuje dobre piosenki: Agnieszka Osiecka zaśpiewana (różni wykonawcy)             | 2015 | „Nie żałuję”             | [ 76 ] |
| Empik prezentuje dobre piosenki: Bułat Okudżawa zaśpiewany (różni wykonawcy)                | 2015 | „Majster Grisza”         | [ 77 ] |
| Empik prezentuje dobre piosenki: Konstanty Ildefons Gałczyński zaśpiewany (różni wykonawcy) | 2015 | „Wszystko się chwieje”   | [ 78 ] |
| Empik prezentuje dobre piosenki: Julian Tuwim zaśpiewany (różni wykonawcy)                  | 2015 | „Grande Valse Brillante” | [ 79 ] |
| Empik prezentuje dobre piosenki: Bertolt Brecht zaśpiewany (różni wykonawcy)                | 2016 | „Tango marynarzy”        | [ 80 ] |

## Role teatralne
| Spektakl                                          | Rok  | Rola                                                     | Uwagi                                                                           | Źródło |
| ------------------------------------------------- | ---- | -------------------------------------------------------- | ------------------------------------------------------------------------------- | ------ |
| „Wielki człowiek do małych interesów”             | 1968 | Aniela                                                   | reżyseria: Jerzy Kreczmar, Teatr Współczesny w Warszawie                        | [ 81 ] |
| „Po górach, po chmurach”                          | 1969 | Diabełek                                                 | reżyseria: Erwin Axer, Teatr Współczesny w Warszawie                            | [ 81 ] |
| „Konflikt”                                        | 1969 | pasażerka                                                | reżyseria: Jerzy Kreczmar, Teatr Współczesny w Warszawie                        | [ 81 ] |
| „Patent”                                          | 1970 | Rosinella                                                | reżyseria: Helmut Kajzar, Teatr Współczesny w Warszawie                         | [ 81 ] |
| „Wstęp do musicalu, czyli Helicon”                | 1970 |                                                          | reżyseria: Maciej Englert, Teatr Współczesny w Warszawie                        | [ 81 ] |
| „Matka”                                           | 1970 | Zofia Plejtus                                            | reżyseria: Erwin Axer, Teatr Współczesny w Warszawie                            | [ 81 ] |
| „Akwarium 2”                                      | 1970 | Wiera vel Wera Rybianka                                  | reżyseria: Tadeusz Łomnicki, Teatr Współczesny w Warszawie                      | [ 81 ] |
| „Potęga ciemnoty”                                 | 1971 | Akulina                                                  | reżyseria: Erwin Axer, Teatr Współczesny w Warszawie                            | [ 81 ] |
| „Król Jeleń”                                      | 1972 | Angela                                                   | reżyseria: Giovanni Pampiglione, Teatr Współczesny w Warszawie                  | [ 81 ] |
| „Sama Słodycz”                                    | 1973 | Sama Słodycz                                             | reżyseria: Zygmunt Hübner, Teatr Współczesny w Warszawie                        | [ 81 ] |
| „Zmierzch długiego dnia”                          | 1973 | Katarzyna                                                | reżyseria: Zygmunt Hübner, Teatr Współczesny w Warszawie                        | [ 81 ] |
| „Dokąd”                                           | 1973 |                                                          | reżyseria: Stanisława Celińska i Andrzej Mrowiec, Teatr Rozmaitości w Warszawie | [ 81 ] |
| „Lir”                                             | 1974 | Fontanella                                               | reżyseria: Erwin Axer, Teatr Współczesny w Warszawie                            | [ 81 ] |
| „Bal manekinów”                                   | 1974 | Manekin damski 34                                        | reżyseria: Janusz Warmiński, Teatr Ateneum w Warszawie                          | [ 81 ] |
| „Happy end”                                       | 1976 | Lilian Holiday                                           | reżyseria: Olga Lipińska, Teatr Rozmaitości w Warszawie                         | [ 81 ] |
| „Wcześniak”                                       | 1977 | synowa                                                   | reżyseria: Janusz Zaorski, Teatr Na Woli w Warszawie                            | [ 81 ] |
| „Przedstawienie »Hamleta« we wsi Głucha Dolna”    | 1977 | Gertruda                                                 | reżyseria: Kazimierz Kutz, Teatr Na Woli w Warszawie                            | [ 81 ] |
| „Dusia, Ryba, Wal i Leta”                         | 1978 | Ryba                                                     | reżyseria: Agnieszka Holland, Teatr Ateneum w Warszawie                         | [ 81 ] |
| „Opera za trzy grosze”                            | 1980 | Lucy Brown                                               | reżyseria:Ryszard Peryt, Teatr Ateneum w Warszawie                              | [ 81 ] |
| „Smok”                                            | 1981 | Kot                                                      | reżyseria: Krzysztof Zaleski, Teatr Współczesny w Warszawie                     | [ 81 ] |
| „Pastorałka”                                      | 1982 | Anioł                                                    | reżyseria: Maciej Englert, Teatr Współczesny w Warszawie                        | [ 81 ] |
| „Mahagonny”                                       | 1982 | Jenny Hill                                               | reżyseria: Krzysztof Zaleski, Teatr Współczesny w Warszawie                     | [ 81 ] |
| „Don Juan”                                        | 1983 | Donna Elwira                                             | reżyseria: Bohdan Cybulski, Teatr Nowy w Warszawie                              | [ 81 ] |
| „De Profundis”                                    | 1984 |                                                          | reżyseria: Bohdan Cybulski, Teatr Nowy w Warszawie                              | [ 81 ] |
| „Dr Guillotin”                                    | 1985 | Julia Danton                                             | reżyseria: Eugeniusz Korin, Teatr Nowy w Warszawie                              | [ 81 ] |
| „Edward II”                                       | 1986 | Królowa Izabella                                         | reżyseria: Maciej Prus, Teatr Nowy w Warszawie                                  | [ 81 ] |
| „Kordian”                                         | 1986 | Archanioł                                                | reżyseria: Bohdan Cybulski, Teatr Nowy w Warszawie                              | [ 81 ] |
| „Łaźnia”                                          | 1988 | Pola                                                     | reżyseria: Bohdan Cybulski, Teatr Nowy w Warszawie                              | [ 81 ] |
| „Portret”                                         | 1990 | Oktawia                                                  | reżyseria: Eugeniusz Korin, Teatr Nowy w Poznaniu                               | [ 81 ] |
| „Ghetto”                                          | 1991 | Uma Orszewska                                            | reżyseria: Eugeniusz Korin, Teatr Nowy w Poznaniu                               | [ 81 ] |
| „Bar »Pod Mostem«”                                | 1994 | Gertruda                                                 | reżyseria: Anna Matysiak, Teatr Na Woli w Warszawie                             | [ 81 ] |
| „Mississippi”                                     | 1994 | Lucyna Szczygielska                                      | reżyseria: Stanisław Tym, przedstawienie impresaryjne                           | [ 81 ] |
| „Królewna Śnieżka i krasnoludki”                  | 1994 | Gburek                                                   | reżyseria: Krzysztof Kolberger, Teatr Komedia w Warszawie                       | [ 81 ] |
| „Gdyby”                                           | 1995 |                                                          | reżyseria: Bohdan Cybulski, Teatr Studio w Warszawie                            | [ 81 ] |
| „La Bomème”                                       | 1995 | Sfinks                                                   | reżyseria: Jerzy Grzegorzewski, Teatr Studio w Warszawie                        | [ 81 ] |
| „O co biega?”                                     | 1995 | Panna Skillon                                            | reżyseria: Marcin Sławiński, Teatr Kwadrat w Warszawie                          | [ 81 ] |
| „Ildefonsjada”                                    | 1996 |                                                          | Teatr Dramatyczny w Warszawie                                                   | [ 81 ] |
| „Dajcie mi tenora!”                               | 1996 | Maria                                                    | reżyseria: Wojciech Pokora, Teatr Kwadrat w Warszawie                           | [ 81 ] |
| „O co biega?”                                     | 1997 | Panna Skillon                                            | reżyseria: Marcin Sławiński, Teatr Powszechny w Łodzi                           | [ 81 ] |
| „Okudżawa”                                        | 1997 |                                                          | reżyseria: Krzysztof Zaleski, Teatr Ateneum w Warszawie                         | [ 81 ] |
| „Zachodnie wybrzeże”                              | 1998 | Cecylia                                                  | reżyseria: Krzysztof Warlikowski, Teatr Studio w Warszawie                      | [ 81 ] |
| „Taka ballada”                                    | 1999 |                                                          | reżyseria: Piotr Cieplak, Teatr Studio w Warszawie                              | [ 81 ] |
| „Hamlet”                                          | 1999 | Gertruda                                                 | reżyseria: Krzysztof Warlikowski, Teatr Rozmaitości w Warszawie                 | [ 81 ] |
| „Miłość na Madagaskarze”                          | 2000 | Aktorka                                                  | reżyseria: Zbigniew Brzoza, Teatr Studio w Warszawie                            | [ 81 ] |
| „Bachantki”                                       | 2001 | chór                                                     | reżyseria: Krzysztof Warlikowski, Teatr Rozmaitości w Warszawie                 | [ 81 ] |
| „Ignorant i szaleniec”                            | 2001 | Pani Vargo                                               | reżyseria: Krzysztof Warlikowski, Teatr Wielki – Opera Narodowa w Warszawie     | [ 81 ] |
| „Oczyszczeni”                                     | 2001 | Kobieta                                                  | reżyseria: Krzysztof Warlikowski, Wrocławski Teatr Współczesny                  | [ 81 ] |
| „Oczyszczeni”                                     | 2002 | Kobieta                                                  | reżyseria: Krzysztof Warlikowski, Teatr Polski w Poznaniu                       | [ 81 ] |
| „Oczyszczeni”                                     | 2002 | Kobieta                                                  | reżyseria: Krzysztof Warlikowski, Teatr Rozmaitości w Warszawie                 | [ 81 ] |
| „Domofon, czyli śpiewniczek domowy Stanisławy C.” | 2002 |                                                          | reżyseria: Jerzy Satanowski, Teatr Rozmaitości w Warszawie                      | [ 81 ] |
| „Burza”                                           | 2003 | Trinkulo                                                 | reżyseria: Krzysztof Warlikowski, Teatr Rozmaitości w Warszawie                 | [ 81 ] |
| „Dybuk. Między dwoma światami”                    | 2003 | Frida/Narratorka                                         | reżyseria: Krzysztof Warlikowski, Teatr Rozmaitości w Warszawie                 | [ 81 ] |
| „Krum”                                            | 2005 | Matka                                                    | reżyseria: Krzysztof Warlikowski, Teatr Rozmaitości w Warszawie                 | [ 81 ] |
| „Krum”                                            | 2005 | Matka                                                    | reżyseria: Krzysztof Warlikowski, Narodowy Stary Teatr w Krakowie               | [ 81 ] |
| „Stop-klatka”                                     | 2005 |                                                          | reżyseria: Jerzy Satanowski, Teatr Atelier im. Agnieszki Osieckiej w Sopocie    | [ 81 ] |
| „Grace i Gloria”                                  | 2006 | Grace                                                    | reżyseria: Bogdan Augustyniak, Teatr Na Woli w Warszawie                        |        |
| „Śpiewniczek upiornych...”                        | 2006 |                                                          | reżyseria: Jerzy Satanowski, Teatr Na Woli w Warszawie                          |        |
| „Para nasycona”                                   | 2006 |                                                          | reżyseria: Jerzy Satanowski, Teatr Na Woli w Warszawie                          |        |
| „Udając ofiarę”                                   | 2006 | Japonka po przejściach                                   | reżyseria: Maciej Englert, Teatr Współczesny w Warszawie                        | [ 82 ] |
| „Anioły w Ameryce”                                | 2007 | Hannah Porter Pitt, Rabbi Izydor Chemelwitz              | reżyseria: Krzysztof Warlikowski, Teatr Rozmaitości w Warszawie                 | [ 82 ] |
| „Proces”                                          | 2008 | pani Grubach                                             | reżyseria: Maciej Englert, Teatr Współczesny w Warszawie                        | [ 82 ] |
| „(A)pollonia”                                     | 2009 |                                                          | reżyseria: Krzysztof Warlikowski, Nowy Teatr w Warszawie                        | [ 82 ] |
| „Pamiętniki z Powstania Warszawskiego”            | 2009 | solistka                                                 | reżyseria: Jerzy Bielunas, Teatr Muzyczny im. Danuty Baduszkowej w Gdyni        | [ 83 ] |
| „Koniec”                                          | 2010 | matka                                                    | reżyseria: Krzysztof Warlikowski, Nowy Teatr w Warszawie                        | [ 84 ] |
| „Opowieści afrykańskie według Szekspira”          | 2011 |                                                          | reżyseria: Krzysztof Warlikowski, Nowy Teatr w Warszawie                        | [ 85 ] |
| „Satanorium”                                      | 2012 | pensjonariuszka                                          | reżyseria: Jerzy Satanowski, Teatr Atelier im. Agnieszki Osieckiej w Sopocie    | [ 82 ] |
| „Korczak”                                         | 2012 | handlarka uliczna                                        | reżyseria: Roberto Skolimowski, Opera i Filharmonia Podlaska                    | [ 82 ] |
| „Życie to nie teatr”                              | 2013 |                                                          | reżyseria: Jerzy Satanowski, Teatr Nowy w Poznaniu                              | [ 82 ] |
| „Kabaret warszawski”                              | 2014 | reżyseria: Krzysztof Warlikowski, Nowy Teatr w Warszawie | [ 86 ]                                                                          |        |
| „Grace i Gloria”                                  | 2015 | Gloria                                                   | reżyseria: Bogdan Augustyniak, Teatr na Woli w Warszawie                        | [ 87 ] |

### Teatr Telewizji
| Spektakl                                          | Rok  | Rola                            | Uwagi                                  | Źródło |
| ------------------------------------------------- | ---- | ------------------------------- | -------------------------------------- | ------ |
| „Celestyna”                                       | 1970 | Melibea                         | reżyseria: Tadeusz Minc                | [ 88 ] |
| „Żywy trup”                                       | 1970 | Masza                           | reżyseria: Andrzej Łapicki             | [ 88 ] |
| „Cnota uciśniona, czyli przygody Józefa Andrewsa” | 1970 | Cnota uciśniona                 | reżyseria: Kazimierz Braun             | [ 88 ] |
| „Przyjdzie taki pod sam dom...”                   | 1971 | Dene                            | reżyseria: Gustaw Holoubek             | [ 88 ] |
| „Wesele”                                          | 1972 | Rachel                          | reżyseria: Lidia Zamkow                | [ 88 ] |
| „Elektra”                                         | 1972 | Elektra                         | reżyseria: Ludwik René                 | [ 88 ] |
| „Intryga i miłość”                                | 1972 | Luiza                           | reżyseria: Józef Słotwiński            | [ 88 ] |
| „Martin Eden”                                     | 1972 | Lizie                           | reżyseria: Stanisław Wohl              | [ 88 ] |
| „Chcę wyjść za mąż”                               | 1972 | Woźniak                         | reżyseria: Andrzej Konic               | [ 88 ] |
| „Śluby panieńskie”                                | 1972 | Aniela                          | reżyseria: Bohdan Korzeniewski         | [ 88 ] |
| „Dokument liryczny”                               | 1973 | Sasza                           | reżyseria: Lidia Zamkow                | [ 88 ] |
| „Opowieść starego Arbatu”                         | 1974 | Wiktosza                        | reżyseria: Józef Słotwiński            | [ 88 ] |
| „Żywy trup”                                       | 1974 | Masza                           | reżyseria: Andrzej Łapicki             | [ 88 ] |
| „Henryk IV”                                       | 1975 | Lady Percy                      | reżyseria: Maciej Zenon Bordowicz      | [ 88 ] |
| „Letnicy”                                         | 1977 | Warwara                         | reżyseria: Lidia Zamkow                | [ 88 ] |
| „Most”                                            | 1978 | zastępca prokuratora Marika     | reżyseria: Olga Lipińska               | [ 88 ] |
| „Marcowy kawaler”                                 | 1980 | Pawłowa                         | reżyseria: Józef Słotwiński            | [ 88 ] |
| „Szalona Greta”                                   | 1981 | Greta                           | reżyseria: Ryszard Ber                 | [ 88 ] |
| „Kartoflany król”                                 | 1982 | Coleen                          | reżyseria: Andrzej Zakrzewski          | [ 88 ] |
| „Mahagonny”                                       | 1985 | Jenny Hill                      | reżyseria: Krzysztof Zaleski           | [ 88 ] |
| „Piękność z Amherst”                              | 1985 |                                 | reżyseria: Andrzej Maj                 | [ 88 ] |
| „Strach i nędza III Rzeszy”                       | 1985 | reżyseria: Maciej Dzienisiewicz |                                        | [ 88 ] |
| „Dwie kobiety (Mały tryptyk)”                     | 1986 | reżyseria: Tadeusz Kijański     |                                        | [ 88 ] |
| „Przedstawienie »Hamleta« we wsi Głucha Dolna”    | 1987 | Majkaca-Gertruda                | reżyseria: Olga Lipińska               | [ 88 ] |
| „Głupi Jakub”                                     | 1988 | Katarzyna                       | reżyseria: Michał Kwieciński           | [ 88 ] |
| „Krótka noc”                                      | 1990 | kobieta w czarnej sukni         | reżyseria: Robert Gliński              | [ 88 ] |
| „Mały bies”                                       | 1990 | Jerszycha                       | reżyseria: Krzysztof Lang              | [ 88 ] |
| „Polityka”                                        | 1992 | Franciszka                      | reżyseria: Michał Kwieciński           | [ 88 ] |
| „Żołnierz i bohater”                              | 1992 | Katarzyna                       | reżyseria: Edward Dziewoński           | [ 88 ] |
| „Wilk stepowy”                                    | 1992 | ciotka                          | reżyseria: Teresa Kotlarczyk           | [ 88 ] |
| „Spadek na życzenie”                              | 1992 | Kate Beynam                     | reżyseria: Waldemar Śmigasiewicz       | [ 88 ] |
| „Śmierć Tarełkina”                                | 1993 | Ludmiła                         | reżyseria: Izabella Cywińska           | [ 88 ] |
| „Siedem pięter”                                   | 1994 | pielęgniarka                    | reżyseria: Andrzej Barański            | [ 88 ] |
| „Anielka (część I)”                               | 1994 | Zającowa                        | reżyseria: Roland Rowiński             | [ 88 ] |
| „Anielka (część II)”                              | 1994 | Zającowa                        | reżyseria: Roland Rowiński             | [ 88 ] |
| „Podróż Trzech Króli”                             | 1995 | Matka Samotna                   | reżyseria: Janusz Wiśniewski           | [ 88 ] |
| „Głośna sprawa”                                   | 1995 | Koblowa                         | reżyseria: Sylwester Chęciński         | [ 88 ] |
| „Matka chrzestna”                                 | 1995 | Jaroniowa                       | reżyseria: Maciej Dutkiewicz           | [ 88 ] |
| „Aszantka”                                        | 1995 | Lubartowa                       | reżyseria: Andrzej Łapicki             | [ 88 ] |
| „Pierwiastek z minus jeden”                       | 1995 | Siostra Felicja                 | reżyseria: Janusz Majewski             | [ 88 ] |
| „Boso, ale w ostrogach”                           | 1996 | dozorczyni                      | reżyseria: Barbara Borys-Damięcka      | [ 88 ] |
| „Madame Moliere”                                  | 1996 | Pani la Forest                  | reżyseria: Waldemar Śmigasiewicz       | [ 88 ] |
| „Małka Szwarcenkopf”                              | 1996 | Pake Rozental                   | reżyseria: Wojciech Nowak              | [ 88 ] |
| „Cezar i Pompejusz”                               | 1996 | Wojna domowa                    | reżyseria: Jerzy Antczak               | [ 88 ] |
| „Na warszawskiej Starówce”                        | 1997 | Pani Maciejowa                  | reżyseria: Roland Rowiński             | [ 88 ] |
| „Gry przedmałżeńskie”                             | 1997 | matka                           | reżyseria: Urszula Urbaniak            | [ 88 ] |
| „Czary Motyla”                                    | 1997 | Donia Karaluszowa               | reżyseria: Jerzy Krysiak               | [ 88 ] |
| „La Bohème”                                       | 1997 | Sfinks                          | reżyseria: Jerzy Grzegorzewski         | [ 88 ] |
| „Netta”                                           | 1998 | Kowalska                        | reżyseria: Kazimierz Kutz              | [ 88 ] |
| „Młodość bez młodości”                            | 1999 | pielęgniarka                    | reżyseria: Andrzej Barański            | [ 88 ] |
| „Randka z diabłem”                                | 1999 | Matylda                         | reżyseria: Maciej Dutkiewicz           | [ 88 ] |
| „Blues”                                           | 1999 | profesorka                      | reżyseria: Tomasz Wiszniewski          | [ 88 ] |
| „W Nieparyżu i gdzie indziej”                     | 2000 | Urszula                         | reżyseria: Zbigniew Zapasiewicz        | [ 88 ] |
| „Skowronek”                                       | 2000 | Matka                           | reżyseria: Krzysztof Zanussi           | [ 88 ] |
| „Wagary z kosmitą”                                | 2000 | sąsiadka                        | reżyseria: Krzysztof Gradowski         | [ 88 ] |
| „Wigilijna opowieść”                              | 2000 | babcia                          | reżyseria: Piotr Trzaskalski           |        |
| „Noc czerwcowa”                                   | 2002 | Kukulusia                       | reżyseria: Andrzej Wajda               |        |
| „Krótki kurs medialny”                            | 2002 | matka                           | reżyseria: Tomasz Wiszniewski          |        |
| „Czwarta siostra”                                 | 2003 | Babuszka                        | reżyseria: Agnieszka Glińska           |        |
| „51 minut”                                        | 2003 | matka                           | reżyseria: Łukasz Barczyk              |        |
| „Żywot Józefa”                                    | 2005 | Achiza, Diablica, Nędza         | reżyseria: Piotr Tomaszuk              |        |
| „Ameryka, część druga”                            | 2006 | głos matki Sama                 | reżyseria: Agnieszka Lipiec-Wróblewska |        |
| „Dzikuska”                                        | 2006 | Władysława                      | reżyseria: Łukasz Wylężałek            |        |
| „Warszawa”                                        | 2009 | Mamuśka                         | reżyseria: Andrzej Strzelecki          |        |
| „Kontrym”                                         | 2011 | sąsiadka                        | reżyseria: Mariusz Fischer             |        |
| „Brancz”                                          | 2014 | Kazia                           | reżyseria: Juliusz Machulski           |        |

## Nagrody i wyróżnienia

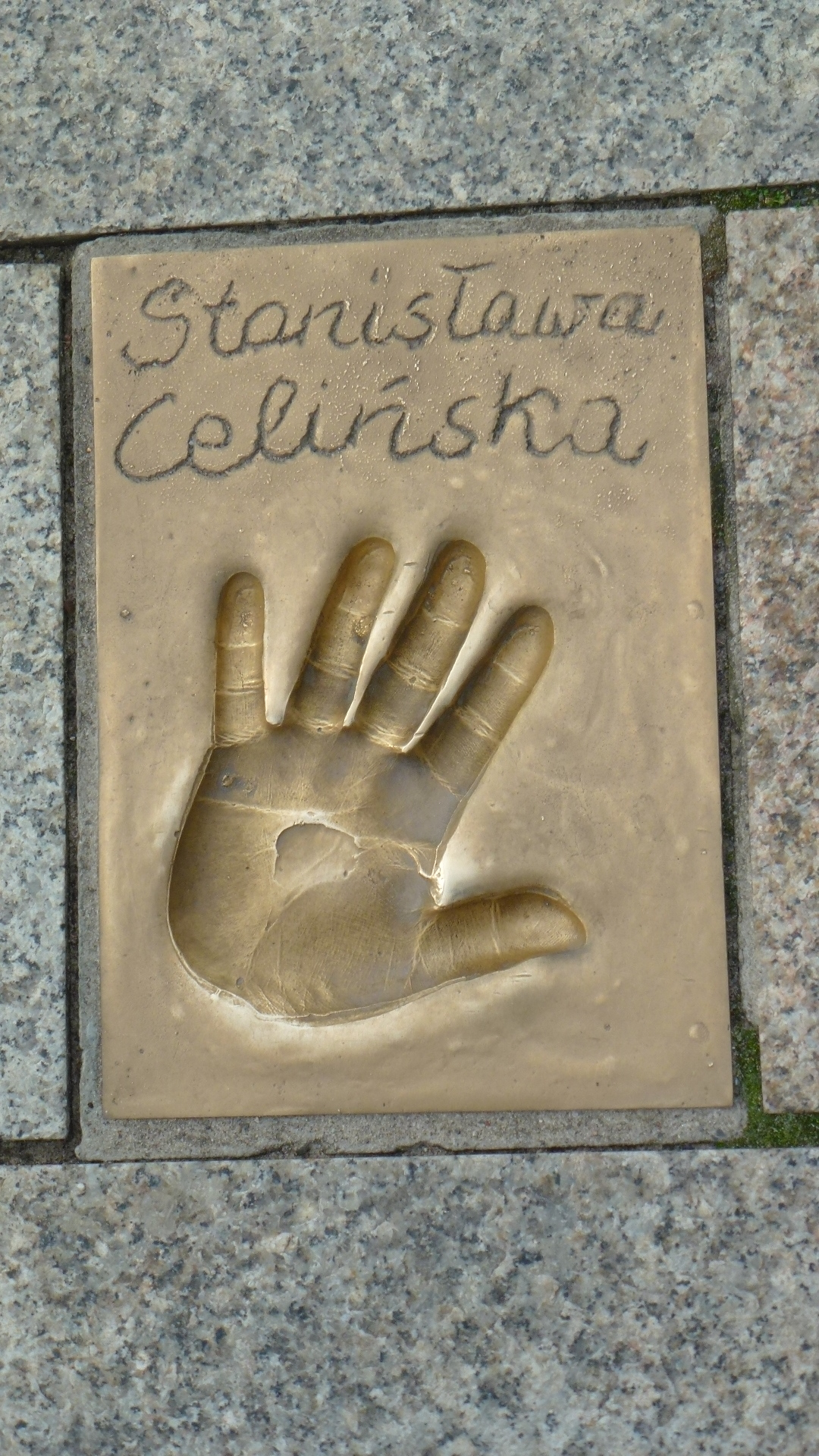
Odcisk dłoni Celińskiej na Promenadzie Gwiazd w Międzyzdrojach

| Rok  | Kategoria                                                         | Tytułem                   | Nagroda                                                          | Nota      | Źródło        |
| ---- | ----------------------------------------------------------------- | ------------------------- | ---------------------------------------------------------------- | --------- | ------------- |
| 1969 | Debiut                                                            | Ptakom podobni            | VII Krajowy Festiwal Piosenki Polskiej w Opolu                   | Laur      | [ 89 ]        |
| 2001 | Kreacje radiowe                                                   | Stanisława Celińska       | Nagroda Teatru Polskiego Radia „Wielki Splendor”                 | Laur      | [ 90 ]        |
| 2002 | Najlepsza drugoplanowa rola kobieca                               | Pieniądze to nie wszystko | Polskie Nagrody Filmowe                                          | Laur      | [ 91 ]        |
| 2010 | Najlepsza drugoplanowa rola kobieca                               | Joanna                    | Polskie Nagrody Filmowe                                          | Laur      | [ 92 ]        |
| 2014 | Teatr                                                             | Stanisława Celińska       | Nagroda im. Cypriana Kamila Norwida                              | Laur      | [ 93 ]        |
| 2014 | Teatr                                                             | Stanisława Celińska       | Doroczna Nagroda Ministra Kultury i Dziedzictwa Narodowego       | Laur      | [ 94 ]        |
| 2016 | Muzyka polska                                                     | Atramentowa…              | Bestsellery Empiku 2015                                          | Laur      | [ 95 ]        |
| 2016 | Album roku pop                                                    | Atramentowa…              | Fryderyki 2016                                                   | Nominacja | [ 96 ]        |
| 2016 | Teatr                                                             | Stanisława Celińska       | Wielka Nagroda Festiwalu Dwa Teatry za wybitne kreacje aktorskie | Laur      | [ 97 ] [ 98 ] |
| 2020 | Konkurs Premier 57. Krajowego Festiwalu Piosenki Polskiej w Opolu | Niech minie złość         | Nagroda publiczności im. Karola Musioła                          | Laur      | [ 47 ]        |
| 2023 | Teatr                                                             | Stanisława Celińska       | Nagroda im. Ireny Solskiej                                       | Laur      | [ 99 ]        |

## Filmografia
- 1970: Krajobraz po bitwie jako Nina
- 1970: Celestyna jako Melibea
- 1971: Na przełaj
- 1971: Piżama jako Jadwiga
- 1972: Hipoteza jako topielica
- 1973: Droga jako Jadwiga Sęk
- 1974: Nie ma róży bez ognia jako Lusia
- 1975: Dom moich synów jako Bożenka
- 1975: Zaklęte rewiry jako Hela
- 1975: Noce i dnie jako Agnieszka Niechcic
- 1977: Sam na sam jako kelnerka
- 1978: Noce i dnie (w formie serialu) jako Agnieszka Niechcic
- 1979: Klucznik jako hrabianka
- 1979: Panny z Wilka jako Zosia
- 1981: Miłość ci wszystko wybaczy jako Aniela
- 1983: Szczęśliwy brzeg jako Anna
- 1983: Alternatywy 4 jako nauczycielka Bożena Lewicka, sąsiadka docenta Furmana
- 1985: Przedstawienie Hamleta we wsi Głucha Dolna
- 1986: Zmiennicy Lusia Walicka
- 1987: Sami dla siebie jako Grossmanowa
- 1987: Rzeka kłamstwa jako sędzina
- 1988: Zmowa jako Siejbowa
- 1988: Banda Rudego Pająka jako matka Irki
- 1988: Amerykanka jako Kucharka
- 1988: Spadek jako Agnieszka, córka Leona Zabielaka
- 1989: Galimatias, czyli kogel-mogel II jako Goździkowa
- 1989: Janka jako znachorka Natasza
- 1990: Kramarz jako Maria
- 1990: Korczak jako sklepowa
- 1990: Femina jako kobieta w tramwaju
- 1990: Historia niemoralna jako sąsiadka
- 1993: Kraj świata jako kobieta w kolejce do cudotwórcy
- 1993: Dwa księżyce jako piekarzowa
- 1993: Straszny sen Dzidziusia Górkiewicza jako Radna od oświaty
- 1993: Tylko strach jako doktor Nowacka
- 1993: Balanga jako Bufetowa w dyskotece
- 1993: Rozmowa z człowiekiem z szafy jako listonoszka
- 1994: Podróż Trzech Króli jako matka Samotna
- 1994: Faustyna jako siostra Marcelina
- 1994: Spis cudzołożnic jako Iza Gęsiareczka
- 1994: Polska śmierć jako pani Wirska
- 1994: Dama kameliowa jako Julia Duprat
- 1995: Cwał jako Justyna Winewar
- 1995: Sukces jako Magalikowa
- 1995: Pestka jako sąsiadka Agaty
- 1996: Awantura o Basię jako „Czerwony Kapelusz”, pasażerka w pociągu Mława-Warszawa
- 1996: Złote runo jako szwagierka Rysia
- 1996: Bar Atlantic jako Ciotka Rajbacka
- 1996: Panna Nikt jako matka Marysi
- 1996: Nocne graffiti jako sąsiadka
- 1996: Słaba wiara jako szefowa laboratorium
- 1997: Sława i chwała jako Tekla
- 1997: Musisz żyć jako Teresa, matka narkomanki
- 1997: Pokój 107 jako gospodyni pokoju oglądanego przez Irka
- 1997: Kroniki domowe jako ciotka Dunkierka
- 1997–1998: 13 posterunek jako Ciotka Czarka i Agnieszki
- 1997–2003: Złotopolscy jako Kęsikowa
- 1998: Miodowe lata odcinek Robot kuchenny jako gosposia Jadwiga (gościnnie)
- 1998: Ekstradycja 3 jako Lucyna, portierka w Pałacu Kultury i Nauki, babcia Rafała
- 1998: Siedlisko jako Helena
- 1998: Złoto dezerterów jako komendantka strażniczek
- 1999: Fuks jako pani Poznańska
- 1999: Randka z diabłem jako Matylda
- 1999: Operacja „Koza” jako pułkownikowa Krępska
- 2000: Sukces jako Magalikowa
- 2000: Pierwszy milion jako księgowa
- 2001: Pieniądze to nie wszystko jako pani Ala
- 2001: Raport jako Wiliamek
- 2001: Pokój na czarno jako Kowalska
- 2002−2010: Samo życie jako Janina Kubiak – Michalak
- 2003: Cud w Krakowie (Csoda Krakkóban) jako Ciotka Żura
- 2004–2006: Bulionerzy jako Jadzia Bystrzycka, matka Grażyny
- 2005: Na dobre i na złe jako Teresa Grabowska
- 2006–2011: Hela w opałach jako Krystyna, teściowa Heli
- 2006: Jasne błękitne okna jako Rogasiowa
- 2006: Południe-Północ jako baba z krowami
- 2007: Dylematu 5 jako nauczycielka Bożena Lewicka
- 2007: Ryś jako Ligęza
- 2007: Mamuśki jako Halina Czajka, mama Mirka i Ryśka, teściowa Patrycji
- 2007: Świat według Kiepskich odcinek Sylwester bez granic! jako emerytka (Gościnnie)
- 2007: Katyń jako Stasia, gospodyni w domu Generała
- 2008: Nieruchomy poruszyciel
- 2008: Serce na dłoni jako była żona
- 2008: Burza jako Trinkula
- 2009: Moja krew jako matka Igora
- 2009: Nieruchomy poruszyciel jako teściowa Teresy
- 2010: Kontrym jako sąsiadka
- 2010: Joanna jako Kamińska
- 2011: 1920 Bitwa warszawska jako pani Zdzisia
- 2012: Zdjęcie jako Stanisława Kostrzewa
- 2013: Był sobie dzieciak jako panna Zuzia, sąsiadka Paterów
- 2013: Bez tajemnic jako Janina Ptak
- 2014: Sama słodycz jako sąsiadka Mazaiarkowa
- 2014: Brancz jako Kazia, babcia Neli
- 2014: Obce ciało jako siostra przełożona
- od 2014: Barwy szczęścia jako Amelia Pająk-Wiśniewska
- 2015: Warsaw by Night jako Helena
- 2016: #WszystkoGra jako Helena Raniewska
- 2017: Listy do M. 3 jako pani Stasia
- 2020: Osaczony jako Krystyna, matka Adriana
- 2022: Listy do M. 5 jako pani Stasia
- 2024: Listy do M. Pożegnania i powroty jako pani Stasia

### Polski dubbing
- 1989: Mała Syrenka jako Urszula
- 1992: Tom i Jerry: Wielka ucieczka jako Ciotka Figg
- 1994: Prowincjonalne życie jako Hannah
- 1994: Brzdąc w opałach
- 1994: Władca Ksiąg
- 1998: Rudolf czerwononosy renifer jako Mrozelda
- 2000: Ratunku, jestem rybką! jako Ciocia
- 2000: Mała Syrenka 2: Powrót do morza jako Morgana
- 2004: W 80 dni dookoła świata jako królowa
- 2005: Zebra z klasą jako Koza Frania
- 2005: Oliver Twist jako pani Sowerberry
- 2006: Auta jako Lola
- 2008: Piorun jako Esther
- 2009: Księżniczka i żaba jako mama Odie
- 2011: Auta 2 jako Lola
- 2012: MS 101 jako narrator

## Ordery i odznaczenia
- 1986: Srebrny Krzyż Zasługi
- 2001: Złoty Krzyż Zasługi[100]
- 2011: Złoty Medal „Zasłużony Kulturze Gloria Artis”[101]
- 2014: Krzyż Oficerski Orderu Odrodzenia Polski[102]
- 2015: Medal Kochaj i Służ[103]
- 2018: Medal Stulecia Odzyskanej Niepodległości[104]